# تل فتح‌آبادی
تل فتح‌آبادی مربوط به دوره ساسانیان است و در شهرستان مرودشت، بخش مرکزی، دهستان رودبال، ۱/۵ کیلومتری غرب روستای خالد آباد علیا واقع شده و این اثر در تاریخ ۳۰ بهمن ۱۳۸۶ با شمارهٔ ثبت ۲۰۹۱۸ به‌عنوان یکی از آثار ملی ایران به ثبت رسیده است.